# Смит, Брэд (юрист и менеджер)
Брэдфорд Ли Смит (англ. Bradford Lee Smith) (род. 17 января 1959, Милуоки, Висконсин, США) — американский адвокат и менеджер. Президент Microsoft, одновременно занимает должность главного юриста корпорации. Член Американского философского общества (2025).

## Биография

### Ранние годы
Родился 17 января 1959 года в Милуоки, штат Висконсин . Отец был инженером и менеджером в Wisconsin Bell. Окончил среднюю школу Appleton West High School в Аплтоне, штат Висконсин, где он был президентом студенческого совета и редактором школьной газеты; заключил одну из своих первых сделок — систему пропусков в школьный актовый зал.
Учился в Школе международных отношений им. Вудро Вильсона Принстонском университете; в 1981 году получил степень бакалавра. Там же познакомился со своей будущей женой Кэти Сарейс (Kathy Surace). В 1981 году Смит и его жена вместе окончили Принстон и продолжили обучение в юридической школе Колумбийского университета. Они поженились в 1983 году и в 1983—1984 учебном году изучали международное право в Высшем институте международных исследований в Швейцарии, прежде чем вернуться в Колумбию, чтобы в 1985 году завершить высшее образование.

### Карьера
В 1986 году поступил в юридическую фирму Covington & Burling в Вашингтоне. Стал первым человеком в фирме, у которого был ПК с установленым редактором Microsoft Word 1.0. Три года работал в Вашингтоне и четыре года в Лондоне, руководя там отделом разработки программного обеспечения. К 1993 году стал партнером.

#### Microsoft

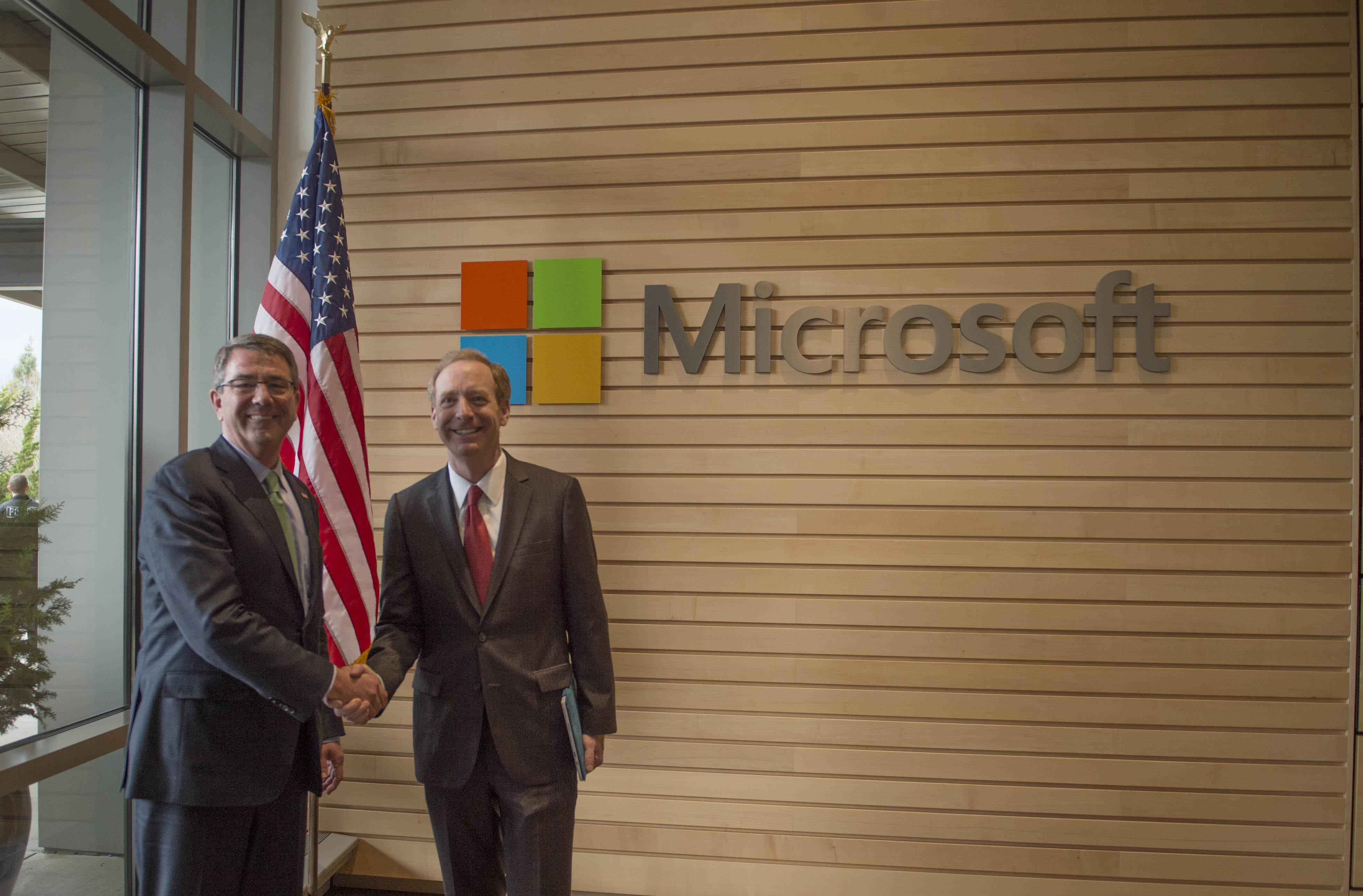
Встреча Брэда Смита с министром обороны Эшем Картером в 2016 году

В 1993 году поступил к Microsoft. В течение трех лет возглавлял группу по правовым и корпоративным вопросам в Европе, затем пять лет в качестве заместителя главного юрисконсульта; в 2002 году был назначен главным юрисконсультом. В 2001 году Microsoft только что урегулировала дело United States v. Microsoft Corp. за объединение веб-браузера Internet Explorer с операционной системой Microsoft Windows. Заявление Смита о приеме на работу в конце 2001 года состояло из презентации PowerPoint в виде одного слайда, на котором говорилось: «Пора помириться». С этим согласились председатель Microsoft Билл Гейтс и генеральный директор Стив Баллмер. Смит славился способностью находить компромисс как с конкурентами, так и с регулирующими органами. Он вел переговоры по урегулированию споров с несколькими конкурентами Microsoft, включая AOL Time-Warner, Sun Microsystems и Be Inc., заплатив 5 миллиардов долларов истцам, добиваясь взаимовыгодных решений. Смит также курировал переговоры с Европейской Комиссией по антимонопольным обвинениям и встречался с иностранными лидерами. К 2011 году ему удалось урегулировать большинство спорных вопросов.
В 2013 году National Law Journal назвал его одним из «100 самых влиятельных юристов Америки».
К 2014 году Смит дольше других занимал пост в руководстве Microsoft и считался «де-факто послом технологической индустрии в целом» , получив признание таких дипломатов Госдепартамента, как Анн-Мари Слотер и Стюарт Эйзенстат. В период с 2013 по 2016 год он подал четыре иска в защиту личных данных клиентов от правительства США и выступил на стороне Apple Inc., когда ФБР требовало доступа к заблокированному iPhone. Ему удалось организовать коалицию по наблюдению за реформой правительства, в которую вошли Google, Yahoo!, и Apple, Inc., чтобы поддержать Microsoft в деле Microsoft Corp. v. Соединённые Штаты, в котором компания оспаривает право Соединённых Штатов на получение доступа к электронной почте пользователя, хранящейся на сервере в Ирландии.
В 2015 году был назначен главным юридическим директором Microsoft. В этой роли Смит отвечает за корпоративные, внешние и юридические вопросы Microsoft. Через три месяца на своей новой должности Смит объявил о запуске Microsoft Philanthropies, отделения компании, занимающегося пожертвованием денег и услуг на благо общества . В следующие два года Microsoft Philanthropies пожертвовала десятки миллионов грантов образовательным организациям и организациям беженцев, а также сотни миллионов в виде услуг облачных вычислений Microsoft Azure некоммерческим организациям и исследователям.
В качестве президента Microsoft Смита продолжали называть лидером индустрии хай-тек в области конфиденциальности и иммиграции . Он попросил администрацию Трампа сделать исключение из запрета на поездки и сказал, что Microsoft будет защищать своих сотрудников, пострадавших от отмены отложенного действия в отношении прибытия детей. Смит призвал к «цифровой Женевской конвенции» в феврале 2017 года на конференции RSA по кибербезопасности в Сан-Франциско повторил свое предложение после атаки программы-вымогателя WannaCry, предположительно исходившей от правительства Северной Кореи и представил идею Организация Объединённых Наций в Женеве в ноябре 2017 года. Конвенция будет международным договором, регулирующим кибервойну, спонсируемую государством, защищающую гражданскую инфраструктуру и гарантирующую нейтралитет технологических компаний, под надзором международного органа, созданного по образцу Международного агентства по атомной энергии или Красного Креста, который будет следить за соглашением и определять правонарушителей. В 2017 году Смит инициировал партнерство Microsoft с Управлением Верховного комиссара Организации Объединённых Наций по правам человека, пожертвовав 5 млн долл в течение пяти лет на разработку технологий для поддержки работы Управления в области прав человека. Он инициировал два проекта Microsoft по внедрению технологий в сельских районах США: Rural Airband Initiative, который обеспечит широкополосный доступ в Интернет в 12 штатах к 2022 году с использованием частот телеканалов, и программу TechSpark по инвестированию в технологические рабочие места в шести сельских районах и небольших городах Северной Дакоты и Висконсина.

#### Другие советы директоров
В 2014 году Смит был включен в Попечительский совет Принстонского университета на четырёхлетний срок. Входит также в Совет директоров компании в Code.org с 2013 года и в Совет директоров Netflix с 2015 года. С 2016 по 2017 год Смит входил в Совет консультантов по цифровой экономике Министерства торговли США.

## Общественная работа
Возглавляет некоммерческую организацию Kids in Need of Defense (KIND), которую он основал вместе с актрисой Анджелиной Джоли в 2008 год. KINDS предоставляет про боно бесплатную юридическую помощь беспризорным детям иммигрантов, которым грозит депортация. Фонд финансируется Microsoft и оплачивает работу юридических компаний в данном направлении.
С 2009 по 2016 год Смит был председателем и членом учредительного совета Leadership Council on Legal Diversity, организации, состоящей из главных юристов и управляющих партнеров юридических фирм, поддерживающих разнообразие в юридической профессии.
Является председателем комитета Washington State Opportunity Scholarship по выделению грантов студентам с низким и средним доходом, получающим степени бакалавра в области науки, технологий, инженерии, математики и здравоохранения. С момента основания в 2011 году это государственно-частное партнерство привлекло 190 миллионов долларов, в том числе 35 миллионов долларов от Microsoft, 25 миллионов долларов от Boeing и 25 миллионов долларов от законодательного собрания штата Вашингтон.
Вместе со своей женой Кэти Сарейс-Смит возглавил кампанию округа Кинг, Вашингтон United Way в 2011 году, собрав 120 миллионов долларов. Они также являются видными спонсорами своей альма-матер Колумбийской школы права: Сарейс-Смит является сопредседателем Годового фонда этой школы; в 2004 году пара учредила стипендию Смит, предназначенную для наименее представленных иностранных студентов; в 2017 году они стали сопредседателями школьной кампании по сбору средств и сделали взнос в размере 1,25 млн долларов для больницы Columbia Human Rights Clinic.

## Семья
Супруга Б. Смита, Кэти Сарейс-Смит — вице-президент и генеральный советник сиэтлской биотехнологической компании NanoString Technologies. У пары двое детей: сын 1992 года рождения и дочь 1995 года.